# 陳耀
陳耀（1430年—？），字孔彰，福建漳州府龍溪縣人，民籍。明朝政治人物。

## 生平
景泰七年（1456年）丙子科福建鄉試第二十九名。成化五年（1469年）乙丑科會試第七十五名，殿試登進士第三甲第十三名。

## 家族
曾祖父陳弘甫。祖父陳子德。父亲陳孟儀。